# Barry Glazer
Pour les articles homonymes, voir Glazer.
Barry Glazer est un réalisateur et producteur de télévision américain.

## Filmographie

### Comme réalisateur
- 1952 : Bandstand (série télévisée)
- 1977 : American Bandstand's 25th Anniversary (TV)
- 1983 : Dueling for Playmates (série télévisée)
- 1984 : Every Second Counts (série télévisée)
- 1987 : Crosswits (série télévisée)
- 1987 : Golden Greats (série télévisée)
- 1997 : It Takes Two (série télévisée)
- 1999 : Your Big Break (série télévisée)
- 1999 : Great Pretenders (série télévisée)
- 2000 : New Year's Rockin Eve 2000 (TV)
- 2001 : Talk or Walk (série télévisée)
- 2001 : Rockin New Year's Eve 2002 (TV)
- 2002 : The Wayne Brady Show (série télévisée)
- 2002 : American Bandstand's 50th Anniversary Celebration (TV)
- 2003 : The 31st Annual American Music Awards (TV)
- 2003 : American Soundtrack: Rhythm, Love and Soul (TV)
- 2003 : AMA Red Carpet Party (TV)
- 2004 : The Tony Danza Show (série télévisée)
- 2004 : Primetime New Year's Rockin' Eve 2005 (TV)
- 2005 : New Year's Rockin' Eve 2005 (TV)
- 2005 : Golden Globe Arrivals (TV)
- 2005 : New Year's Rockin' Eve 2006 (TV)

### Comme producteur
- 1952 : Bandstand (série télévisée)